# Harriet Martineau
Harriet Martineau (Norwich, 15 settembre 1802 – Ambleside, 27 maggio 1876) è stata una scrittrice, giornalista, filosofa e sociologa britannica.

## Biografia
Nacque a Norwich, in Inghilterra, da una famiglia della media borghesia industriale, di religione unitariana. Sorella maggiore del filosofo e teologo James Martineau.
Ricevette un'ottima istruzione, ma la sua adolescenza fu segnata da un problema di sordità, che le creò forti disagi a livello sociale, per questo dovette servirsi di un cornetto acustico.
Nel 1829 la sua famiglia attraversò un periodo difficile, segnato da gravi problemi economici, questo portò Harriet a trovarsi un lavoro come giornalista presso il Monthly Repository, un periodico che accoglieva le idee riformiste di Beccaria e di Blackstone.
Acquisì fama nel suo paese per l'opera delle Illustrazioni di economia politica, stilata in una serie di racconti, che fu pubblicata grazie all'ausilio del parlamento. La politica prese in considerazione le proposte di economia liberale della Martineau per lo studio di nuove leggi. Fra queste l'approvazione delle Workhouse (soprannominate prigioni senza colpa), dove i poveri abili per il lavoro venivano spostati e allontanati dalle loro famiglie.

### Il viaggio in America e il confronto con Tocqueville
Intraprende un viaggio in America di due anni, per analizzare la politica statunitense.
Dal settembre 1834 all'agosto 1836. In questo breve periodo riesce a visitare le istituzioni politiche, le fabbriche del nord, le piantagioni del sud, prigioni ed ospizi.
A differenza di Tocqueville, la scrittrice inglese fu una viaggiatrice senza pregiudizi, senza paragonare la società americana a quella europea.
Rimase ammirata dal fatto che gli americani avessero dato il potere della sovranità alla maggioranza di loro in piena libertà che se da un lato determinava l'eguaglianza sociale, dall'altro portava ad un conformismo generale.
Su questo punto concordava con Tocqueville che l'egualitarismo poteva portare ad una tirannia culturale della maggioranza dell'opinione pubblica ma entrambi consideravano la Democrazia come un processo ineluttabile.

### Society in America
Nel 1834, raggiunta l'indipendenza economica grazie al suo lavoro, decise di partire per gli Stati Uniti d'America, per fare uno studio sulla democrazia americana.
Si interessò delle caratteristiche della democrazia, evidenziandone le contraddizioni tra i principi costituzionali e la realtà.
In particolare si schierò a favore dell'abolizione della schiavitù dei neri, arrivando a parlare in pubblico, e si schierò in favore dell'indipendenza femminile che al nord era più diffusa. Particolare impressione le fece la fabbrica di Lowell dove lavoravano tremila operaie, le quali potevano permettersi una vita autonoma e soddisfacente.
Criticò i metodi dell'educazione femminile orientata solo all'insegnamento religioso e attaccò il fatto che le donne venissero tassate anche se non votavano e quindi non erano rappresentate come cittadine.
Nell'opera difende la comunione dei beni, nonostante il suo liberismo dichiarato, ritenendo che l'accumulo di ricchezza equivaleva ad accumulo di potere e in democrazia nessuno doveva averne troppo. Apprezzo i principi di cooperazione di Robert Owen individuando comunque che il socialismo era un sintomo di un problema sociale e non la soluzione.
Considerò positivo l'estensione del suffragio universale maschile e analizzò il sistema bipartitico criticando quei politici di professione che avevano solo la dote dell'oratoria.
Per impedire la secessione del Sud e porre fine alla schiavitù appoggiò la guerra civile.
La sua opera, di milleduecento pagine, fu pubblicata al suo ritorno in Inghilterra e fu paragonata all'opera del magistrato francese Alexis de Tocqueville che scrisse Democrazia in America. Pubblicò anche "Retrospect of Western Travel" dove descriveva più dettagliatamente l'esperienza del viaggio.

### How to observe Morals and Manners
Nonostante sia conosciuta nel mondo sociologico principalmente per il suo lavoro di traduzione delle opere di Auguste Comte, Martineau fu essa stessa scrittrice di un'opera pioneristica della metodologia sociologica:  How to observe Moral and Manners (1838). 
Nella visione di Martineau, la sociologia era una scienza che avrebbe dovuto studiare la Morale (morals) ed i Costumi (manners) di una data società.  La Morale è da intendersi come le idee collettivamente condivise sui comportamenti prescritti e proscritti (incoraggiati e scoraggiati), mentre i Costumi sono i pattern di azione ed associazione. Martineau vedeva questi due aspetti di una società come inseparabili, essendo i modi di interagire delle persone profondamente interconnessi con le idee da loro collettivamente condivise. 
Questo libro venne scritto nel corso del suo viaggio in America, e pubblicato solo dopo il suo ritorno in seguito ad ulteriori perfezionamenti.

### Gli anni difficili della malattia e delle cure mesmeriche
Nel 1839 si ammalò e scrisse Life in the Sickroom dove descriveva lo sconforto della sua situazione.
Si sottopose alle cure sperimentali adottate da Atkinson del mesmerismo. Un termine che derivava dal medico austriaco Mesmer per il quale l'universo era immerso in un fluido che determinava una serie di fenomeni come il calore, la luce e l'elettricità.
Si collocava al limite fra scienza ed occultismo. La Martineau appoggiò la causa del mesmerismo con tutta se stessa, cosa che colpì il fratello reverendo che ne rimase deluso.
In questo periodo infatti abbandona la fede religiosa e diventa una positivista con la scienza messa al centro.

### The History of Peace
Scrisse la Storia della Pace che riguardava il periodo fino alla guerra di Crimea 1854.
I punti di riferimento dell'opera sono sempre il liberismo economico che aveva salvato l'Inghilterra dagli interessi di classe del protezionismo e la paura del troppo peso che stavano assumendo i sindacati.
Appoggiò il cartismo e la possibilità di raggiungere il suffragio femminile.
Affrontò il problema della prostituzione e degli Acts che umiliavano le donne costrette a visite mediche se sospettate di praticare il mestiere.
Entrò nell'associazione nazionale femminile insieme alla Butler.